# Skødstrup SF
Skødstrup SF (danska: Skødstrup Sportsforening) är en idrottsförening från Skødstrup, Danmark. Klubben grundades i sin nuvarande form 1942, men räknar sin historia tillbaka till 1868. Den har (2022) aktivitet inom tio sporter, bland annat fotboll och volleyboll.
Volleybollsektionen var framgångsrik i slutet av 1970-talet och under 1980-talet. Herrlaget har som bäst kommit tvåa i serien (1986/1987) samt vunnit danska cupen (1983/1984). Damlaget har som bäst kommit tvåa i serien (1979/1980, 1980/1981 och 1982/1983) samt nått final i danska cupen (1978/1979)